# بيت النهمى (بني مطر)

تعديل مصدري - تعديل

بيت النهمى هي إحدى قرى عزلة بقلان بمديرية بني مطر التابعة لمحافظة صنعاء، بلغ تعداد سكانها 566 نسمة حسب تعداد اليمن لعام 2004.